# Como Nossos Pais (filme)
Como Nossos Pais é um filme de drama brasileiro de 2017 dirigido e escrito por Laís Bodanzky. Protagonizado por Maria Ribeiro e Paulo Vilhena, teve a primeira exibição no Festival Internacional de Cinema de Berlim sob o nome de Just Like Our Parents, em 11 de fevereiro de 2017, e foi lançado nas salas de cinema brasileiras em 31 de agosto de 2017.

## Sinopse
Rosa (Maria Ribeiro) vive uma vida automática e beirando a infelicidade, uma vez que nada está dentro do que ela esperava. Ela é filha de Clarice (Clarisse Abujamra) e Homero (Jorge Mautner), intelectuais divorciados da classe média alta paulistana com ideias progressistas e que convivem em bom grado. Mais conservadora que eles, Rosa vive em conflito especialmente com a mãe, uma relação ambígua coberta por amarguras. Dentro de casa as coisas também não vão bem, uma vez que o casamento com o antropólogo Dado (Paulo Vilhena) está prestes a ruir pela falta de comunicação entre eles e a chegada da pré-adolescência das filhas Nara (Sophia Valverde) e Juliana (Annalara Prates) é marcada por conflitos e uma sensação de falta de comprometimento em lidar com a situação. Não bastasse isso, Rosa ainda sustenta a casa com um trabalho frustrante que a sufoca e mata a cada dia a vontade de se tornar dramaturga. Entre todos os conflitos familiares e profissionais, ela precisa enfrentar os dilemas de uma fase peculiar em sua vida, onde tudo parece distante da falsa vida perfeita que idealizava.

## Elenco
- Maria Ribeiro como Rosa Fabri Vasconcellos
- Paulo Vilhena como Eduardo Vasconcellos (Dado)
- Clarisse Abujamra como Clarice Fabri
- Jorge Mautner como Homero Fabri
- Sophia Valverde como Nara Fabri Vasconcellos
- Annalara Prates como Juliana Fabri Vasconcellos
- Felipe Rocha como Pedro
- Gilda Nomacce como Didi
- Cazé Peçanha como Cacau
- Herson Capri como Roberto Nathan
- Heleninha Boskovic Cortez como Rosa (criança)
- Ralf Henze como cientista americano

## Prêmios e indicações
Em 26 de agosto de 2017, durante o 45º Festival de Cinema de Gramado, o longa foi o grande vencedor, levando seis prêmios: Filme, Direção, Atriz para Maria Ribeiro, Ator para Paulo Vilhena, Atriz Coadjuvante para Clarisse Abujamra e Montagem para Rodrigo Menecucci.
| Ano  | Premiação/Festival                     | Categoria                                    | Resultado |
| ---- | -------------------------------------- | -------------------------------------------- | --------- |
| 2017 | Festival de Berlim                     | Prêmio da Mostra Panorama                    | Indicado  |
| 2017 | Festival de Berlim                     | Prêmio Teddy                                 | Indicado  |
| 2017 | Festival de Cinema Brasileiro de Paris | Melhor Filme                                 | Venceu    |
| 2017 | Festival de Gramado                    | Melhor Filme                                 | Venceu    |
| 2017 | Festival de Gramado                    | Melhor Direção (Laís Bodanzky)               | Venceu    |
| 2017 | Festival de Gramado                    | Melhor Montagem                              | Venceu    |
| 2017 | Festival de Gramado                    | Melhor Atriz (Maria Ribeiro)                 | Venceu    |
| 2017 | Festival de Gramado                    | Melhor Atriz Coadjuvante (Clarisse Abujamra) | Venceu    |
| 2017 | Festival de Gramado                    | Melhor Ator (Paulo Vilhena)                  | Venceu    |